# Adam, Galați
Adam este un sat în comuna Drăgușeni din județul Galați, Moldova, România.

## Personalități locale
- Theodor Angheluță (1882 - 1964), matematician.